# Peter Fülle
Peter Fülle (* 20. April 1939) ist ein ehemaliger tschechoslowakischer Fußballspieler. 

## Karriere
Fülle spielte von 1961 bis 1970 als Torhüter in Bratislava Fußball; in der Saison 1961/62 zunächst für den TJ Červená Hviezda Bratislava. In seiner Premierensaison bestritt er 17 Punktspiele in der 1. fotbalová liga, wobei er am 8. September 1961 (6. Spieltag) beim 1:0-Sieg im Heimspiel gegen TJ Spartak Praha Sokolovo debütierte.
Im Jahr 1962 wechselte er mit all' seinen Mitspielern geschlossen zu TJ Slovnaft Bratislava, für den Verein er zunächst bis 1965 ebenfalls in der höchsten Spielklasse zum Einsatz kam und insgesamt 69 Punktspiele bestritt. In diese Zeit fallen seine einzigen beiden Erfolge; er gewann mit seinem Verein – dem einzigen, dem es gelang – zweimal (in Folge) den Rappan-Pokal.  
Im Jahr 1965 erfolgte eine Änderung des Vereinsnamens; Fülle spielte nunmehr für den TJ Internacionál Slovnaft Bratislava – bis 1970 noch 94 Mal. Mit dem vierten Platz 1965/66, 1968/69, 1969/70 schloss seine Mannschaft die Meisterschaft am besten, mit dem zehnten 1966/67 am schlechtesten ab.
Im Wettbewerb um den International Football Cup, auch als Rappan-Pokal bekannt, nahm er an fünf von sechs Ausspielungen teil und kam in insgesamt 45 Spielen zum Zuge. Von 1968 bis 1970 wurde er zudem in zehn Spielen um den 1955 wiederbelebten Wettbewerb um den Mitropapokal eingesetzt; in fünf Spielen trug er beim Gewinn im Jahr 1969 dazu bei.

## Erfolge
- Mitropapokal-Sieger 1969
- IFC-Sieger 1963, 1964

## Sonstiges
Vom 24. März bis 5. Mai 1963 (15. bis 20. Spieltag) ist er in sechs Saisonspielen ohne Gegentor geblieben und mit seinem letzten Spiel davor, am 13. Oktober 1962 (10. Spieltag) bei der 2:5-Niederlage im Heimspiel gegen den TJ Slovan Bratislava CHZJD und dem letzten Gegentor, dem 0:4 in der 48. Minute, blieb insgesamt 634 Minuten ohne Gegentor. Von 22 Strafstößen konnte er acht vereiteln und von insgesamt 180 Punktspielen gewann er 72, 52 endeten unentschieden, 56 hatte er verloren.